# Streets of Forbes
Streets of Forbes (ou The Streets of Forbes) est une chanson traditionnelle australienne. Elle a pour thème la mort du bushranger Ben Hall (en) (1837-1865).

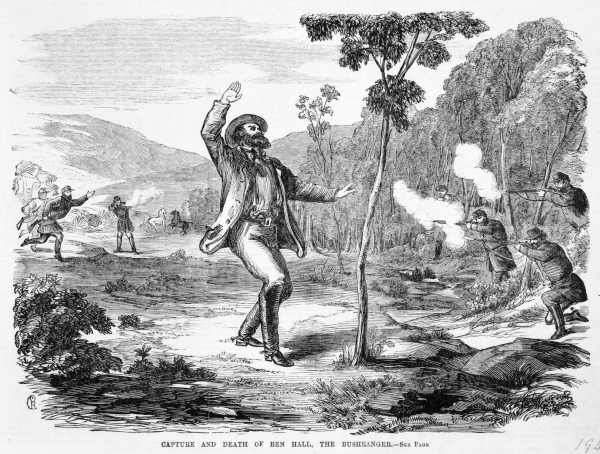
La mort de Ben Hall, 1865

Bandit ayant commis de nombreux vols sans jamais tuer personne, Ben Hall était devenu populaire au début des années 1860, passant pour une sorte de Robin des Bois. L'inefficacité de la police avait conduit en 1865 au vote d'une loi, en Nouvelle Galles du sud, autorisant quiconque à tuer un hors-la-loi, sans avoir à l'arrêter pour le juger. C'est ainsi que la police tue cette même année Ben Hall.
La chanson serait inspirée d'un poème de John McGuire, beau-frère de Ben Hall.